# Antonio Sicurezza

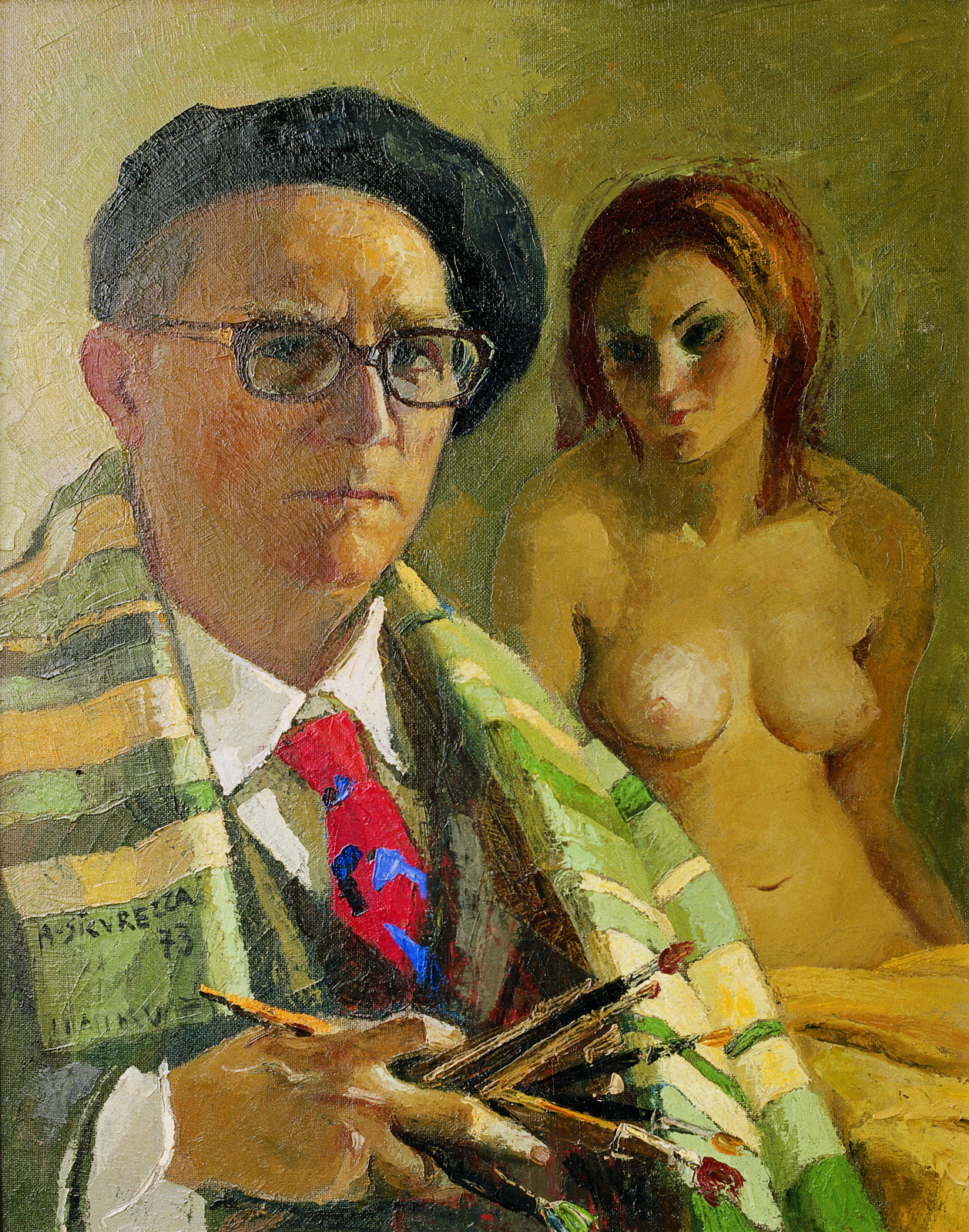
Autorretrato con modelo de piel clara.

Antonio Sicurezza (Santa Maria Capua Vetere, 5 de febrero de 1905 - Formia, 29 de julio de 1979) fue un pintor representativo del arte figurativo italiano del siglo XX.

## Historia
En el 1934 se mudó a Formia, en el sur del Lazio, donde se casó y vivió todo el resto de su vida.
Su producción fue siempre muy fértil y copiosa, de hecho solo se interrumpió en los años de la Segunda Guerra Mundial entre 1943 y 1944.
Antonio Sicurezza fue un artista polifacético, por eso en sus cuadros encontramos muchos géneros diferentes: desde paisajes naturales hasta bodegones, pinturas de temas sagrados para altares y retratos, particulares, colectivos y desnudos.
Después de un primer período influenciado por el realismo napolitano, a la edad de 50 años él dio un cambio en su estilo, dejando el pincel para dedicarse a utilizar la espátula como soporte en la pintura al óleo. Con este nuevo instrumento, con el que él dio enseguida muestra de gran maestría, pudo representar muchos sujetos: desde pétalos de rosa hasta la tez de numerosos desnudos femeninos. Su estilo propio está caracterizado por un fuerte realismo subjetivo enfocado  mayoritariamente a la descripción y al desarrollo de la imagen principal, sintetizando y esbozando el resto de la composición.
A pesar de su inspiración fuertemente clásica, él asimiló muy bien las experiencias europeas de la segunda mitad del '800 y de la primera del '900, como se puede apreciar en los paisajes naturales y en los bodegones.Todos sus trabajos presentan colores muy vivos y destacan por su peculiar luz mediterránea.

## Galería
Cuadros de paisajes:

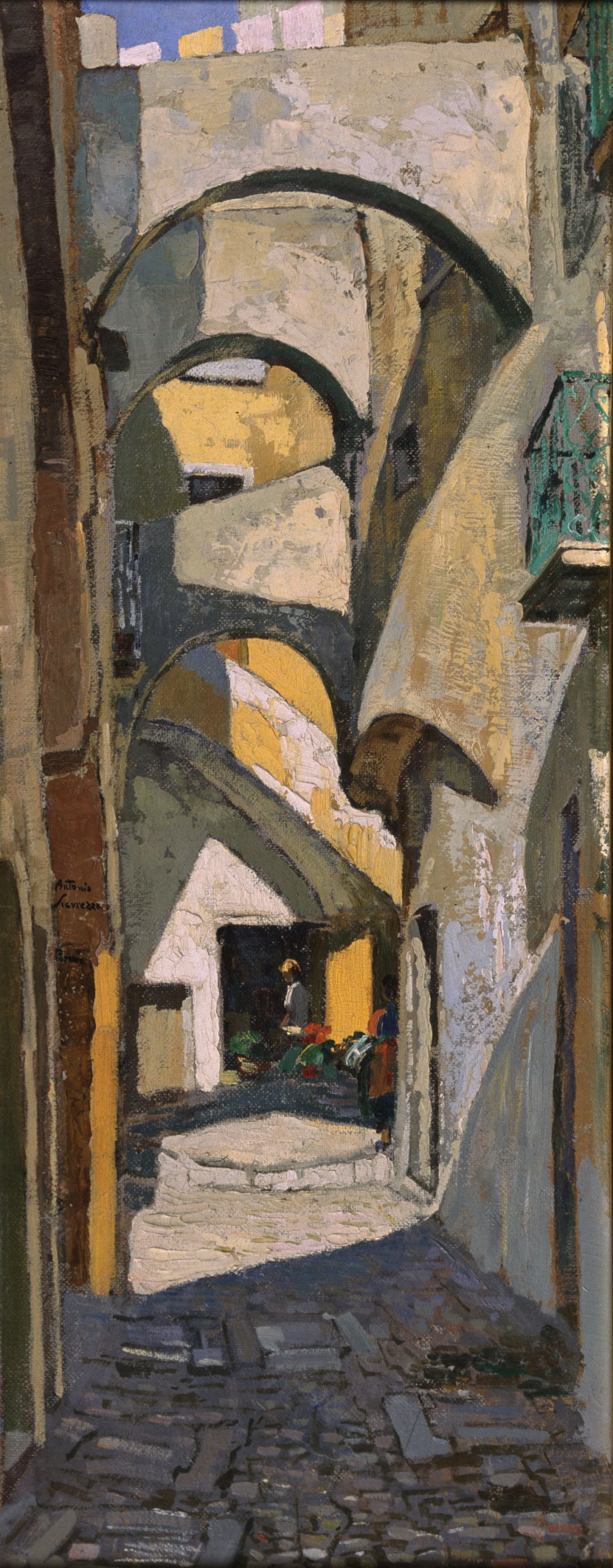
Callejón en Formia, 1956 aproximadamente, colección privada
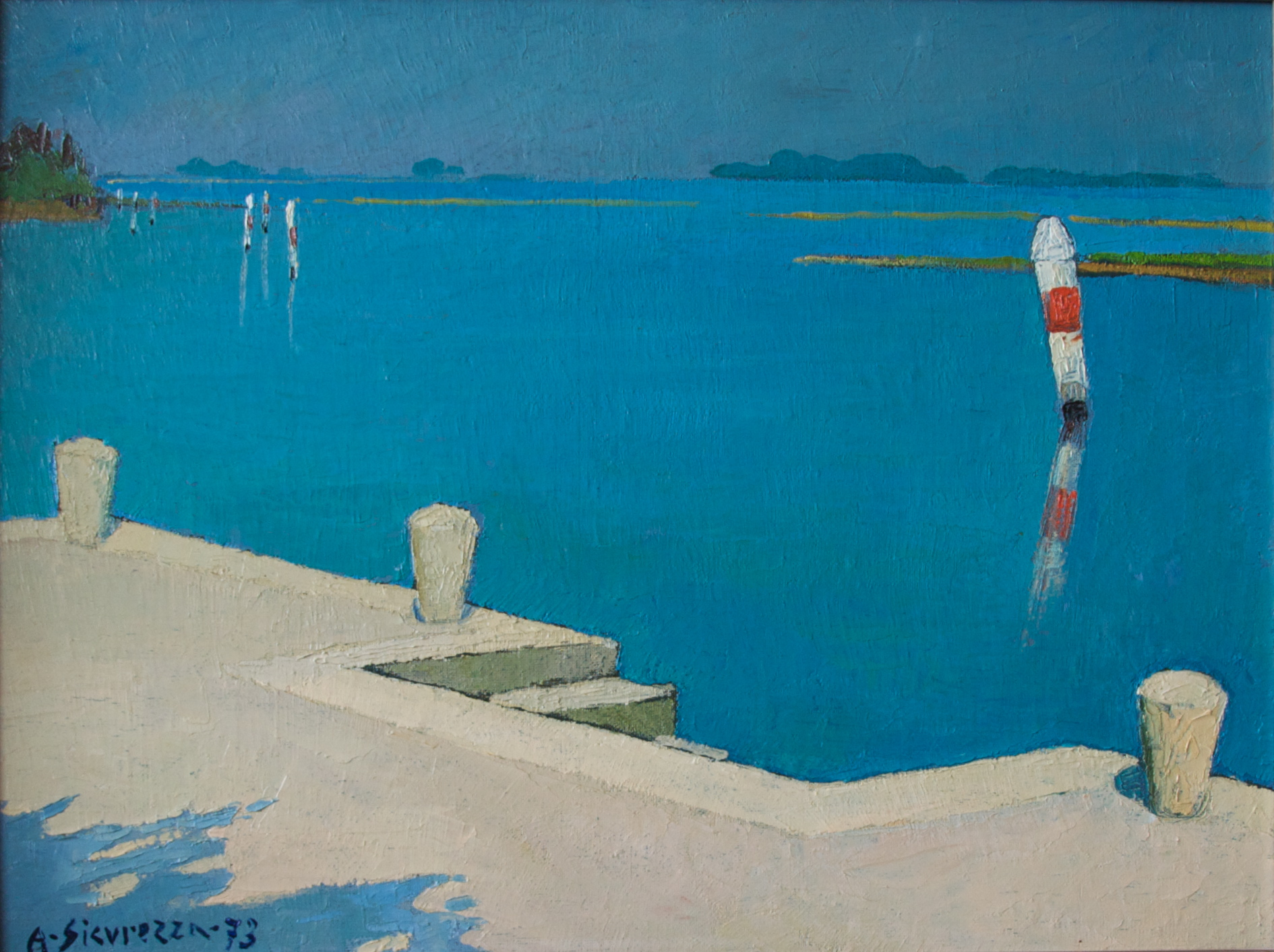
Muelle en la laguna de Grado, 1973, colección privada
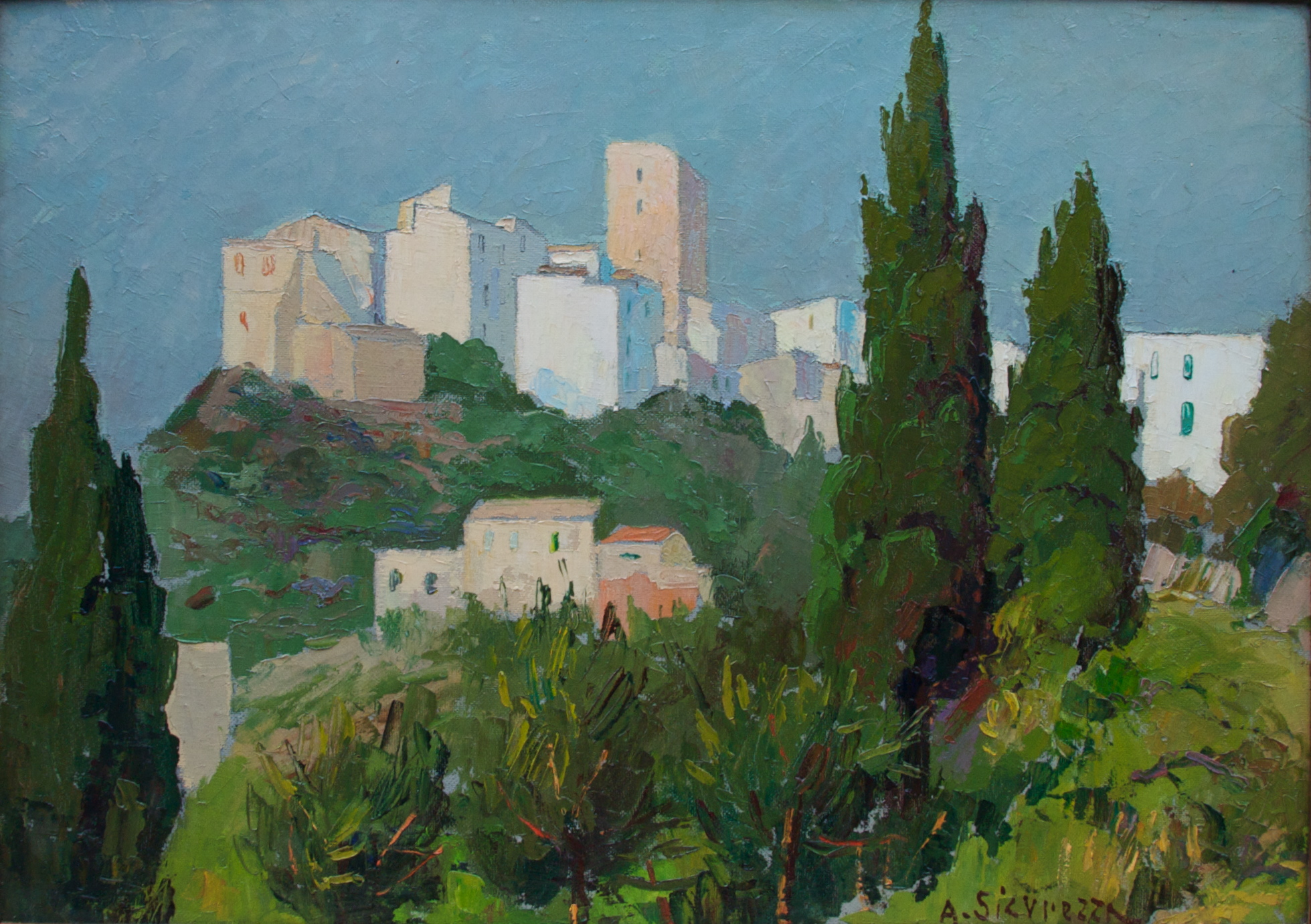
Vista de Castellonorato, 1975 aproximadamente, colección privada

Cuadros de desnudos:

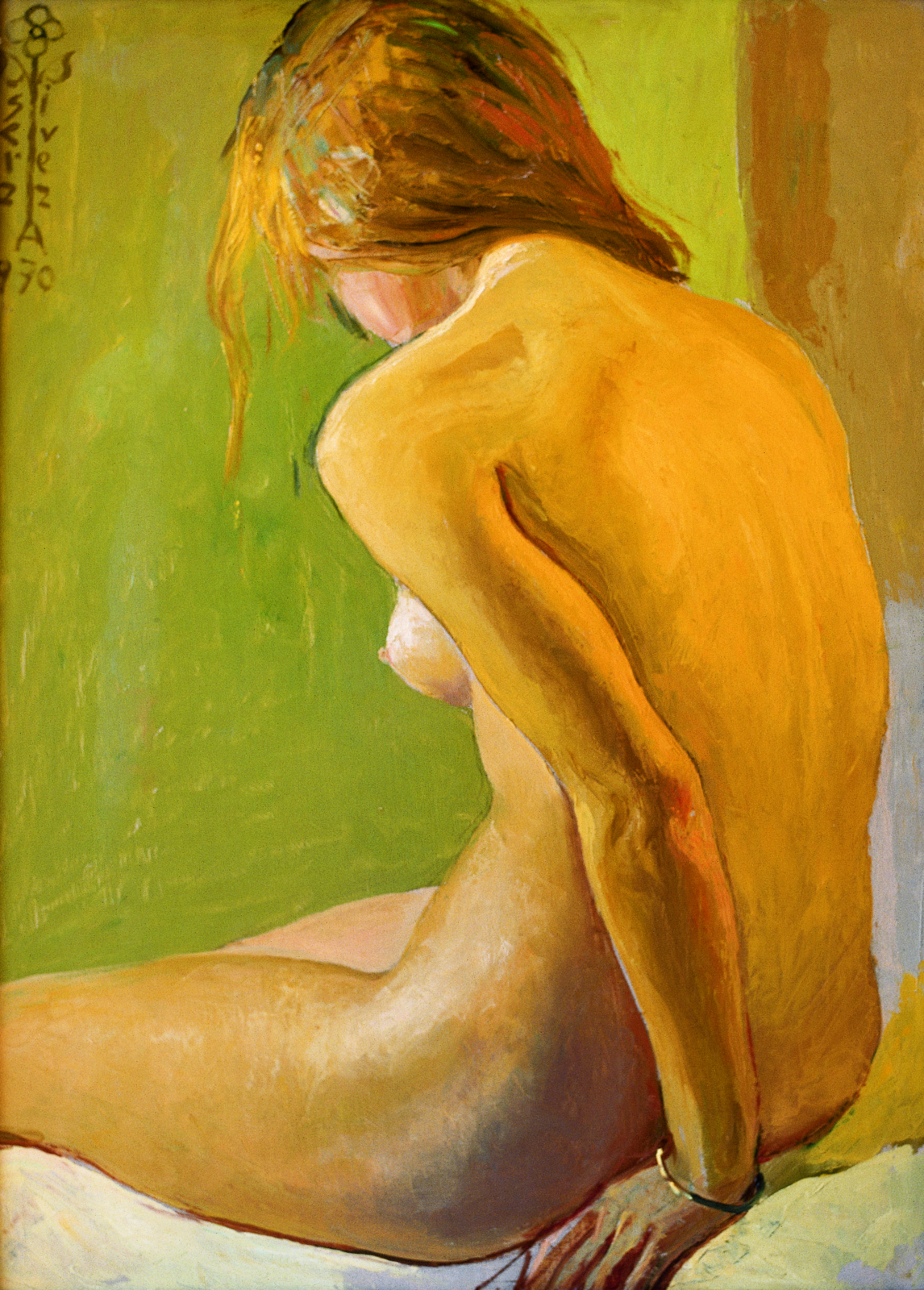
Desnudo de espalda, 1970, colección privada
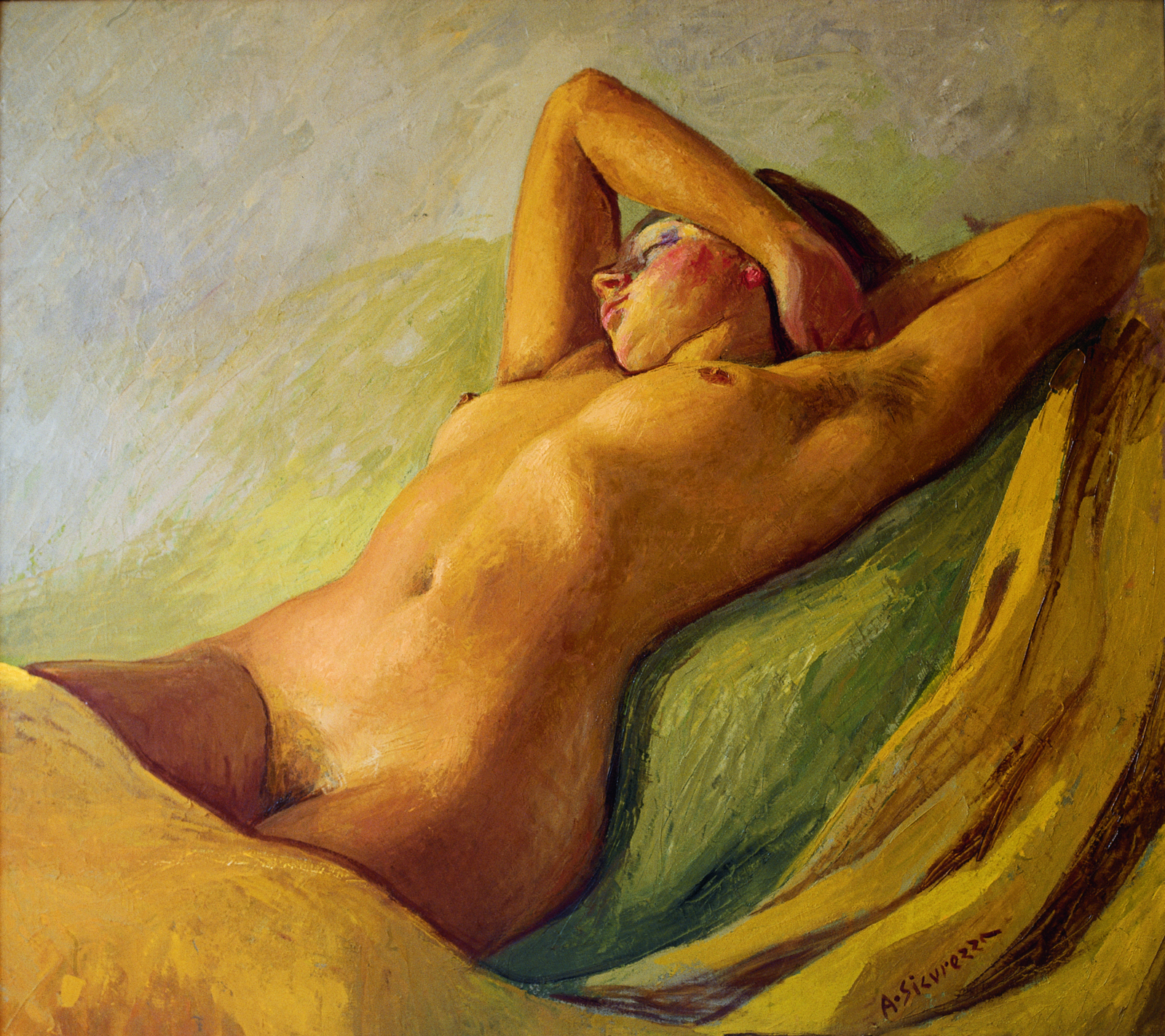
Susanna, 1975 aproximadamente, colección privada

Bodegones:

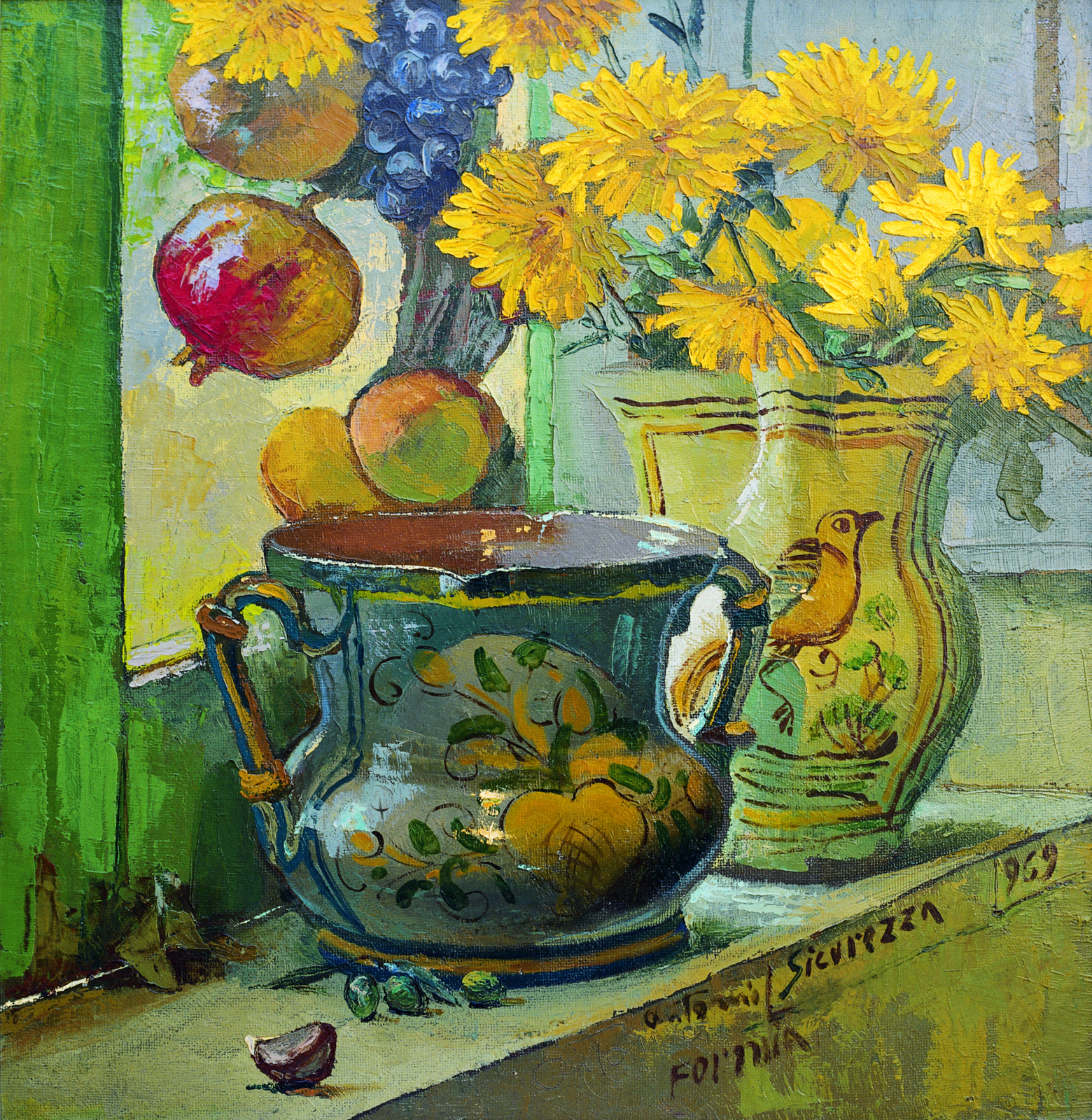
Bodegón con jarros, 1969, colección privada
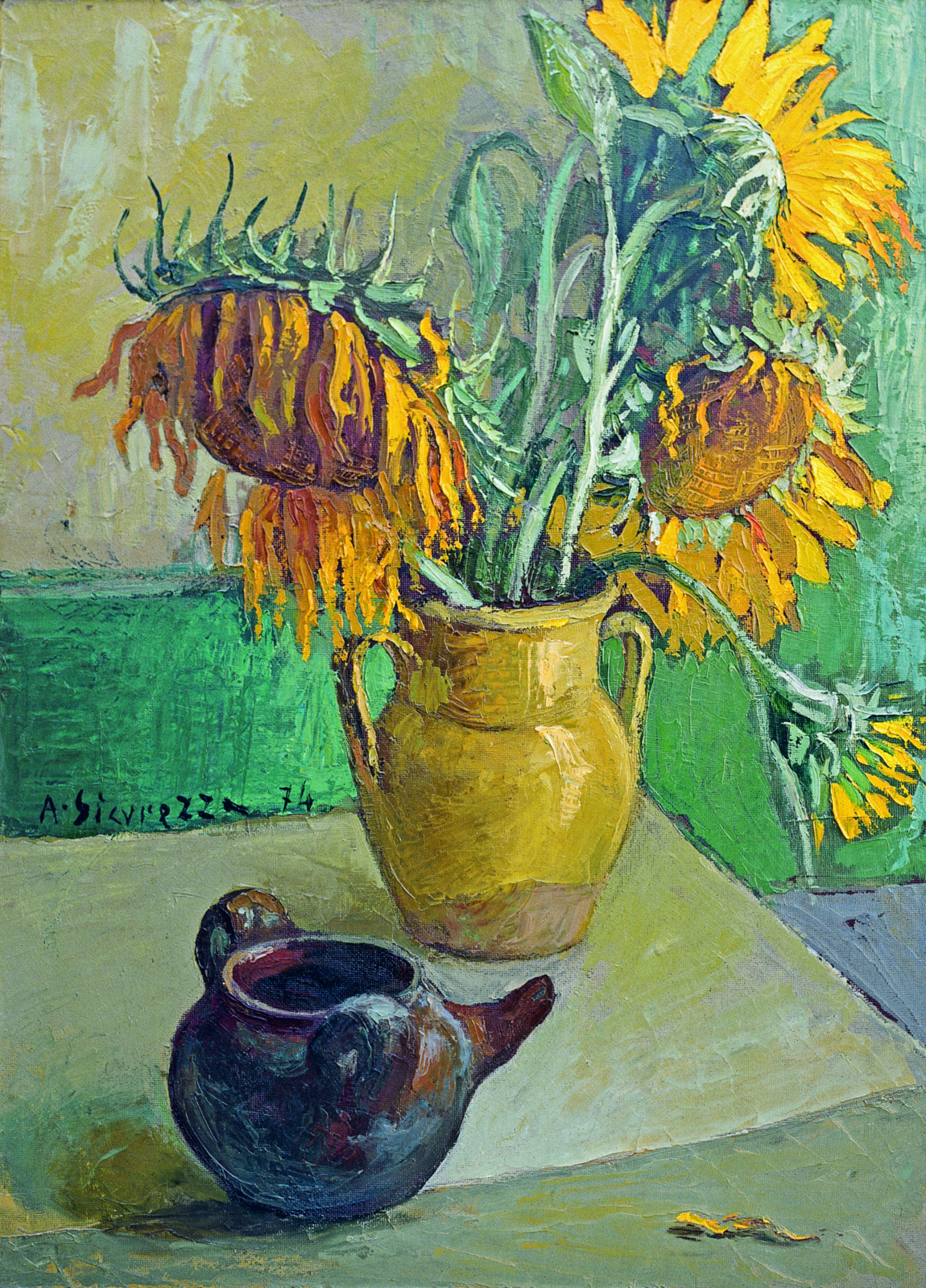
Girasoles, 1974, colección privada
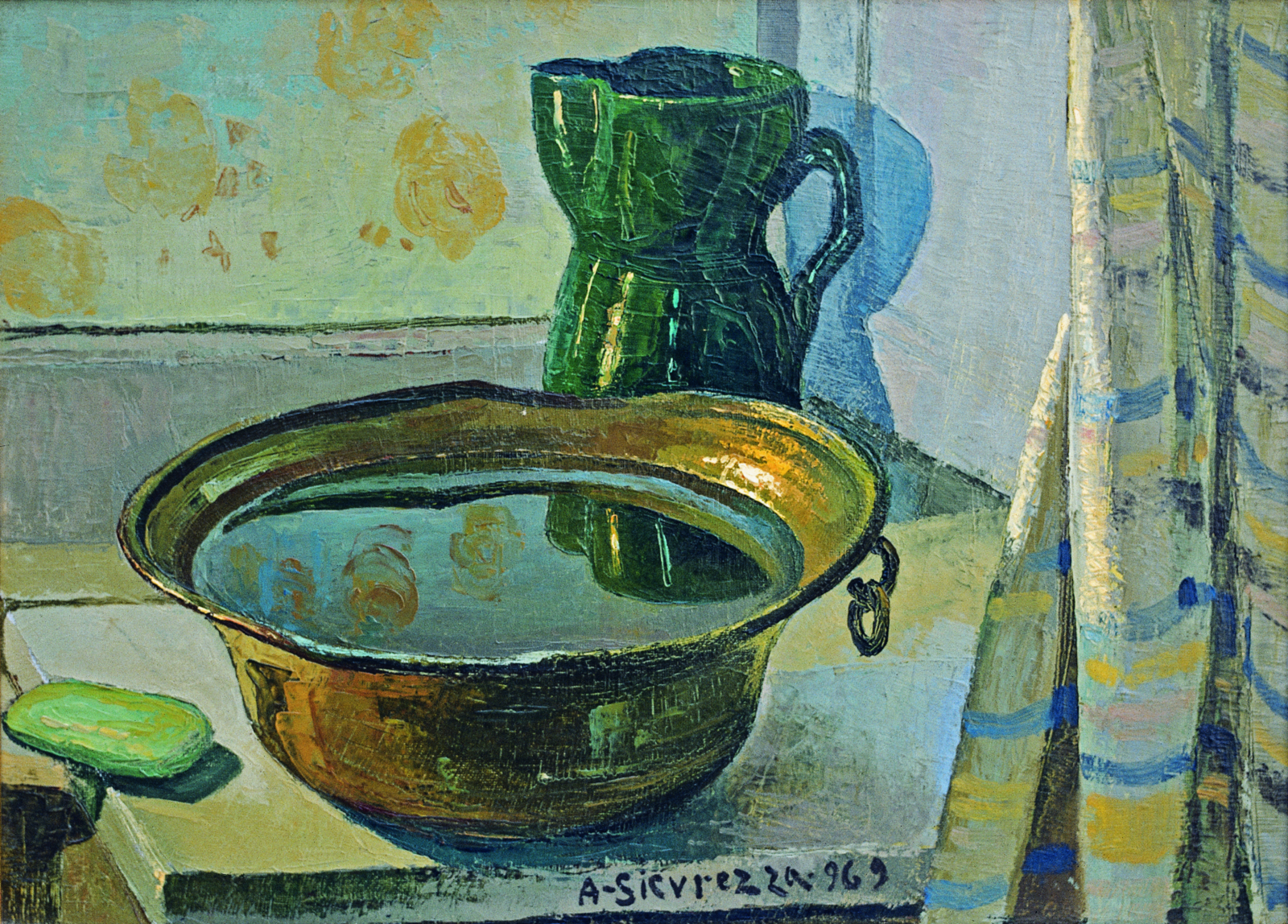
Manos limpias, 1969, colección privada
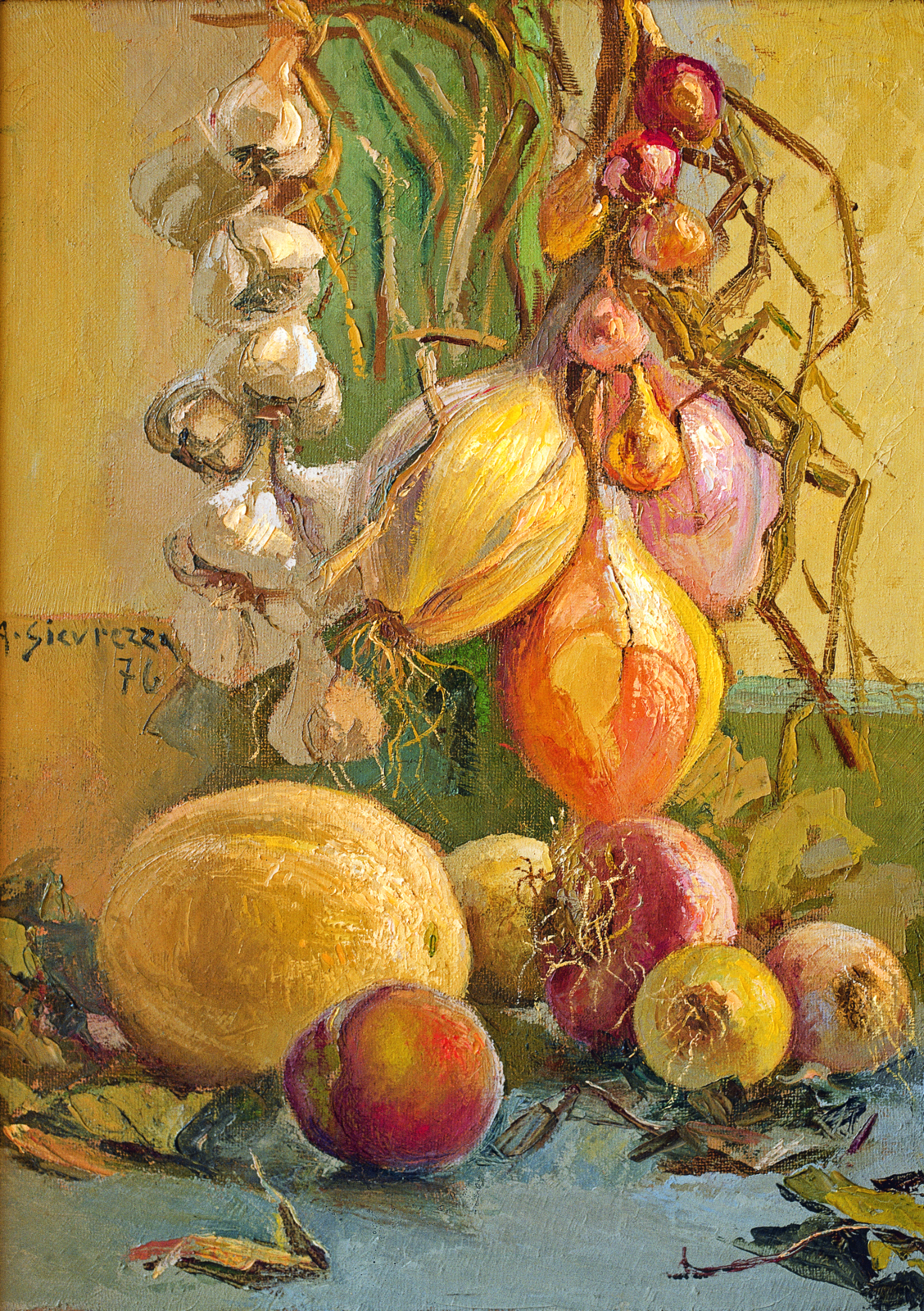
Bodegón con cebollas, 1976, colección privada

Pinturas sagradas:

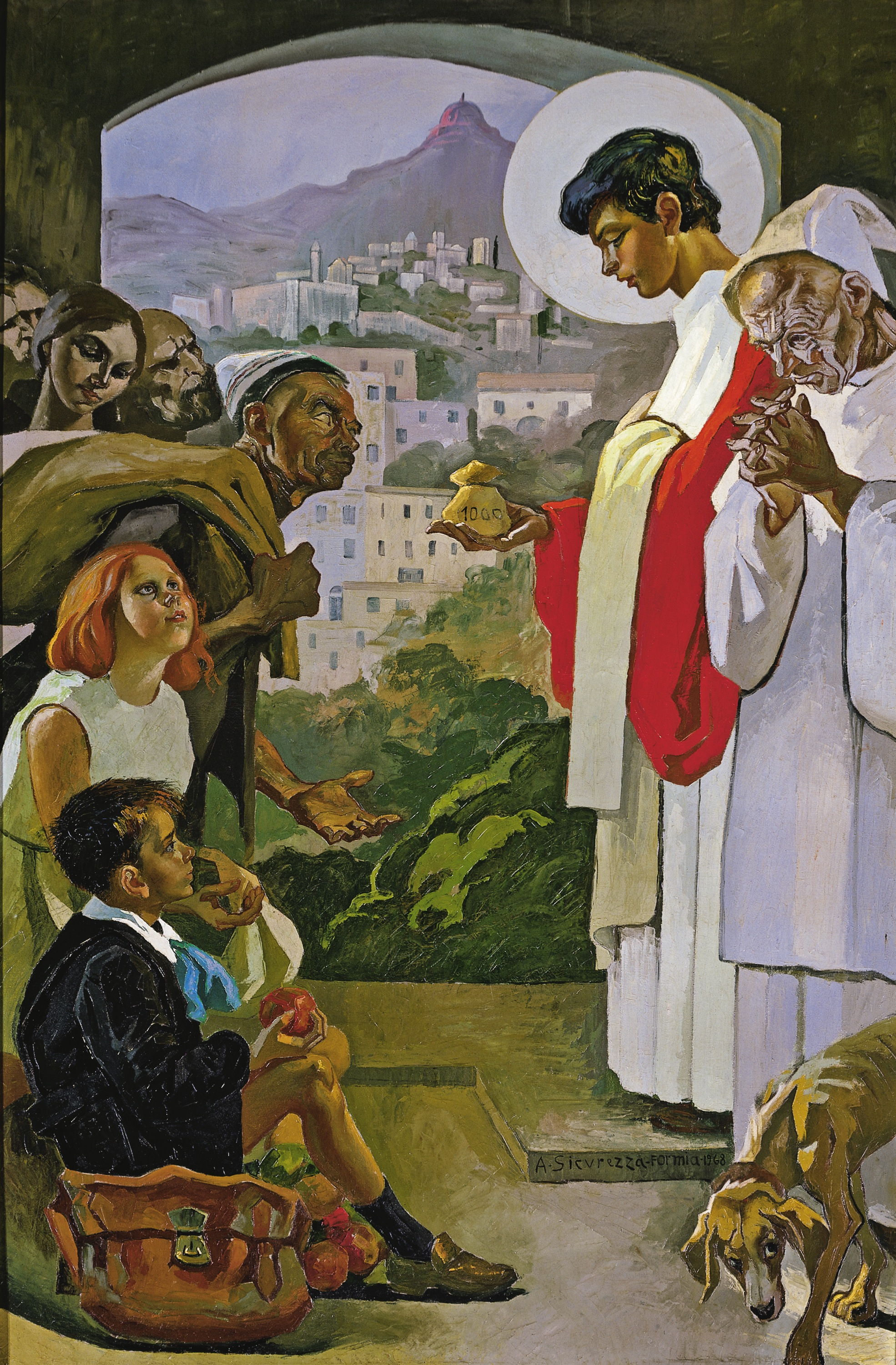
Caridad de San Lorenzo, 1968, Formia - Iglesia de San Giovanni Battista
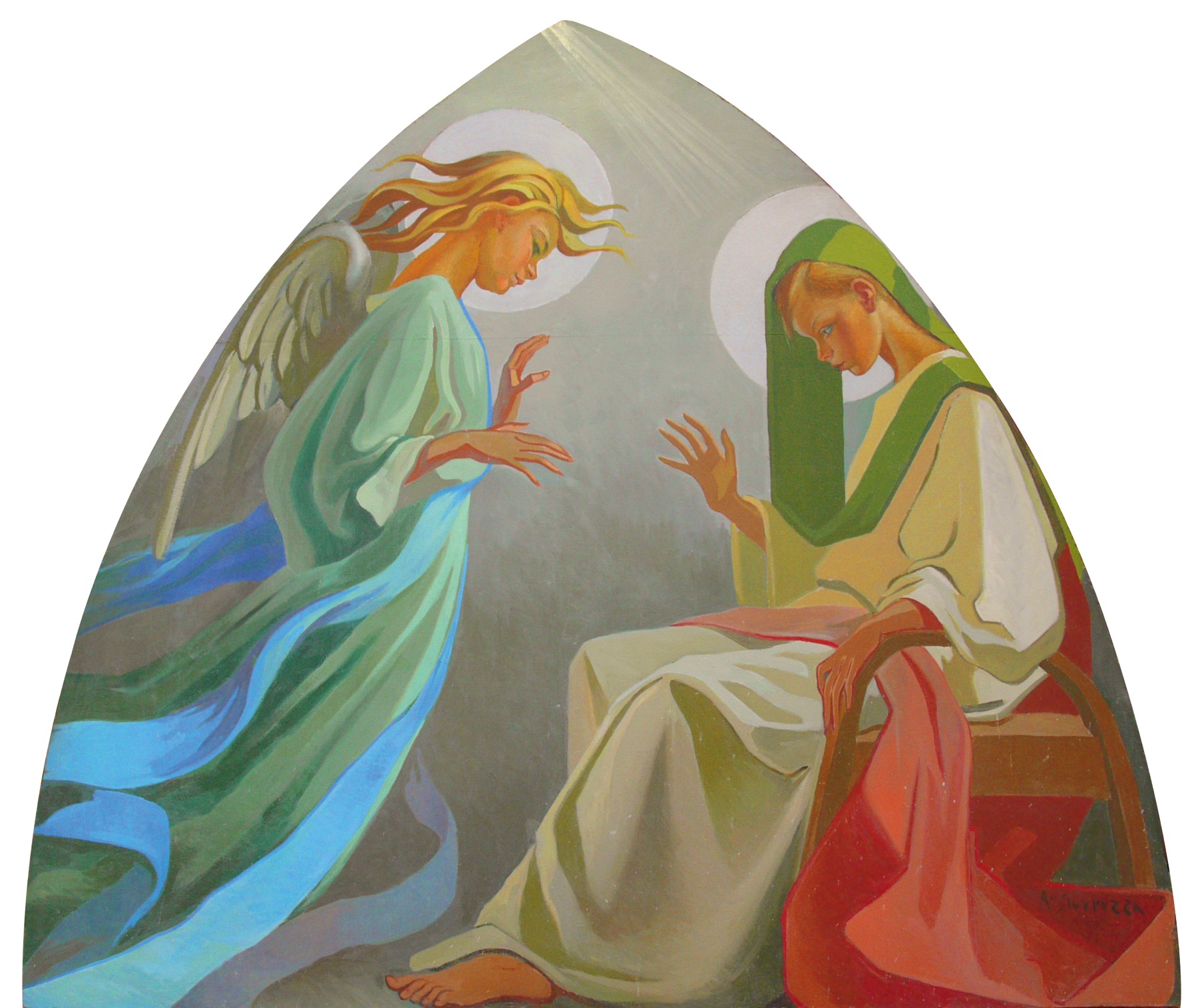
Anunciación, 1964, Maranola di Formia - Iglesia de la Annunziata
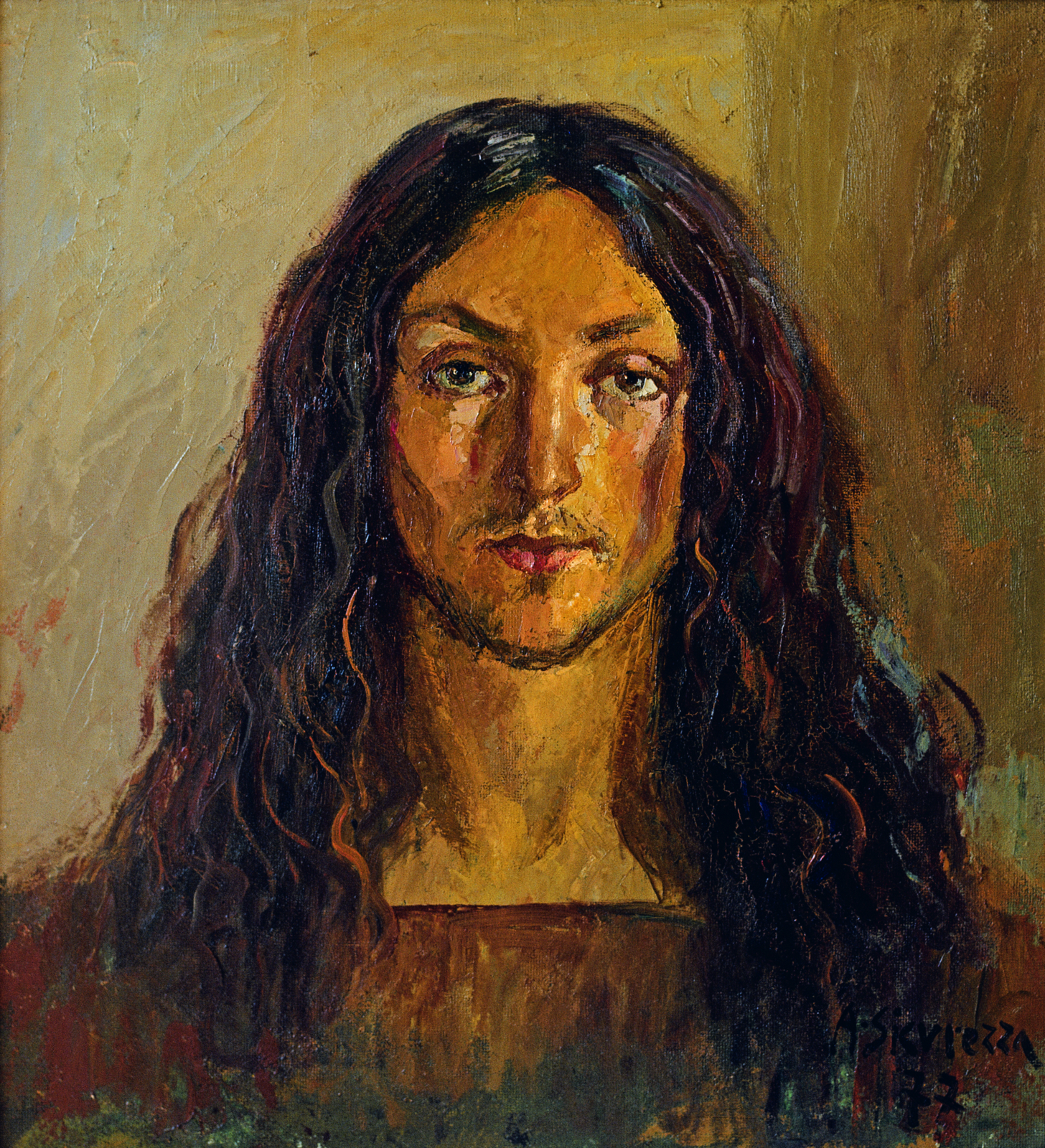
El Nazareno, 1977, colección privada

Retratos:

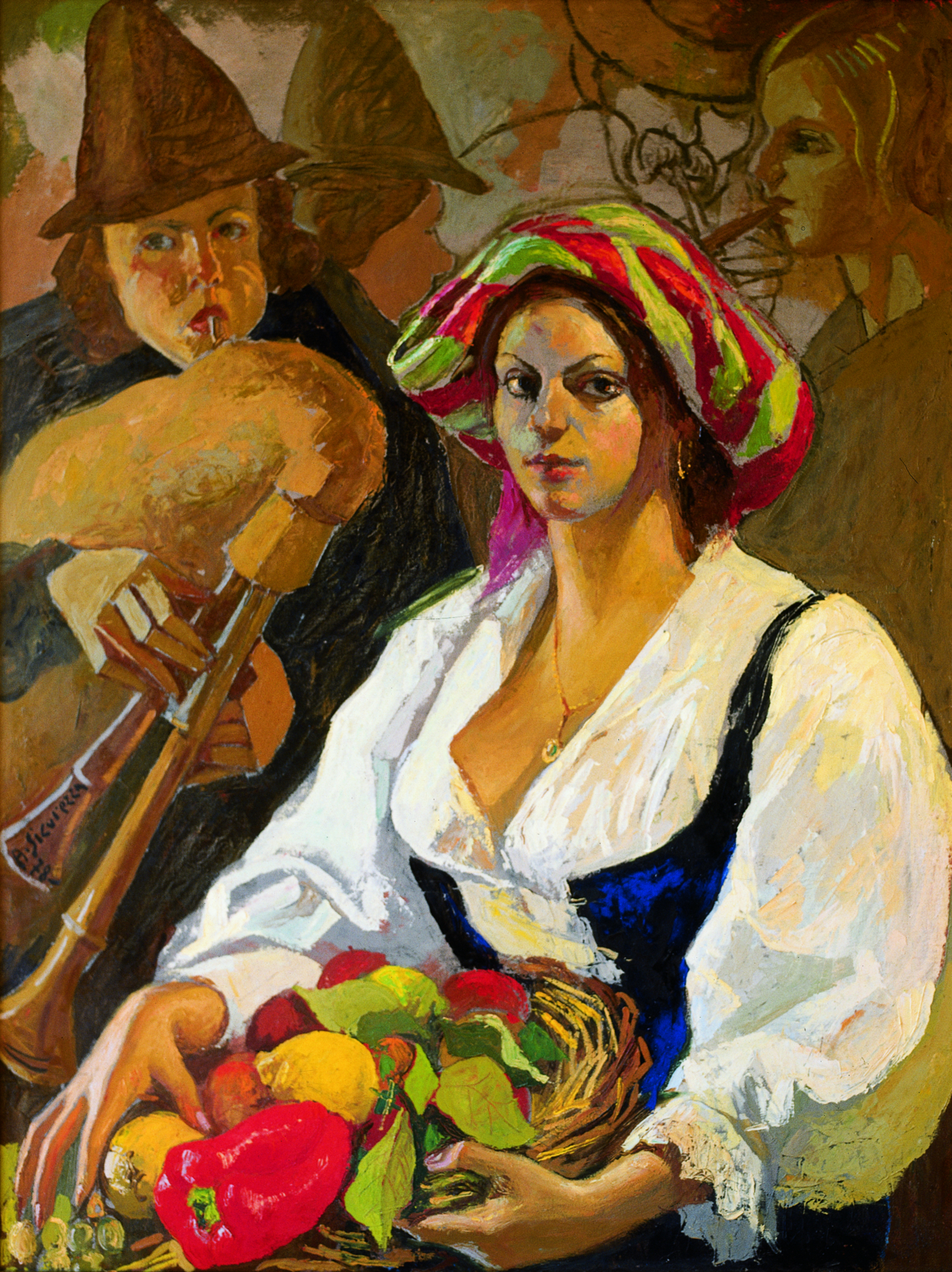
La novia formiana, 1978, Sala "Antonio Sicurezza", Ayuntamiento de  Formia
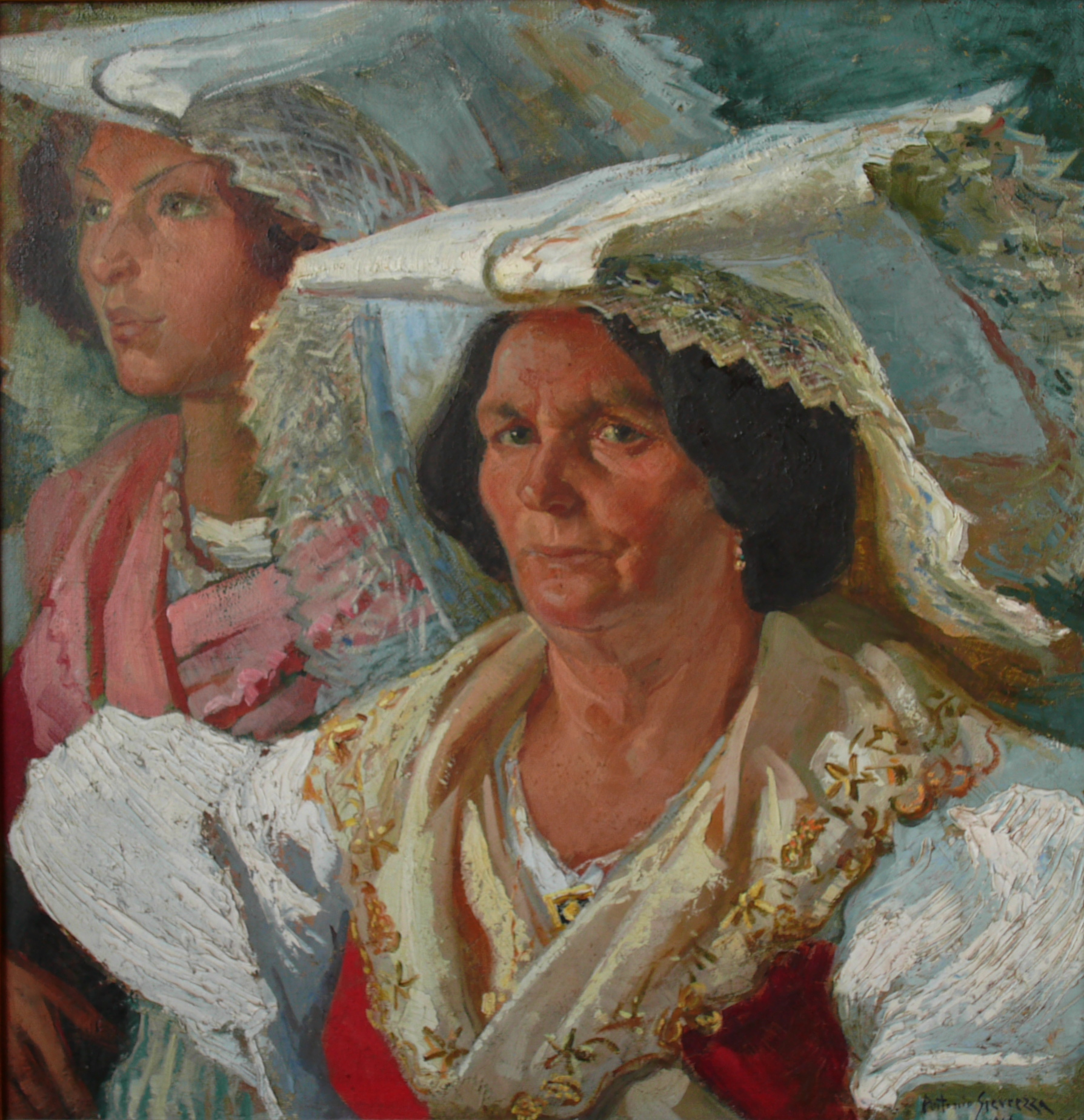
Retrato de grosera, 1956 aproximadamente, Ayuntamiento de Minturno

## Enlaces de interés
https://sites.google.com/site/antoniosicurezza/en
- Datos: Q2948311
- Multimedia: Antonio Sicurezza / Q2948311